# 독고준
독고준(獨孤俊, 본명: 전성우, 본명 한자: 全成宇, 1978년 5월 29일 ~ )은 대한민국의 배우이다.

## 가족
아버지의 이름은 독고영재이고, 할아버지의 이름은 독고성이고 동생은 전지은이다.

## 생애
서울예술대학 방송연예과를 나와 2003년에 SBS 공채 10기 탤런트로 데뷔했다.

## 학력
- 서울예술대학 방송연예과

## 경력
- 2003년 SBS 공채 10기 탤런트

## 출연

### 방송

#### 드라마
- 2004년 SBS 《햇빛 쏟아지다》
- 2004년 SBS 《토지》 - 복이 역
- 2005년 SBS 《선택》
- 2007년 채널 CGV 《색시몽》 - 왕수철 역

#### 예능
- 1997년 MBC 《일요일 일요일 밤에》(보조 MC)[3]

### 영화
- 1998년 《까》[4]
- 2007년 《미친거 아니야》 - 김 기사 역
- 2008년 《1724 기방난동사건》
- 2012년 《바람과 함께 사라지다》 - 조상진 역

### 공연

#### 연극
- 1999년 《리어왕》[5]

## 수상
- 2003년 SBS 톱탤런트 선발대회 10기 공채 신인